# Vidrio romano

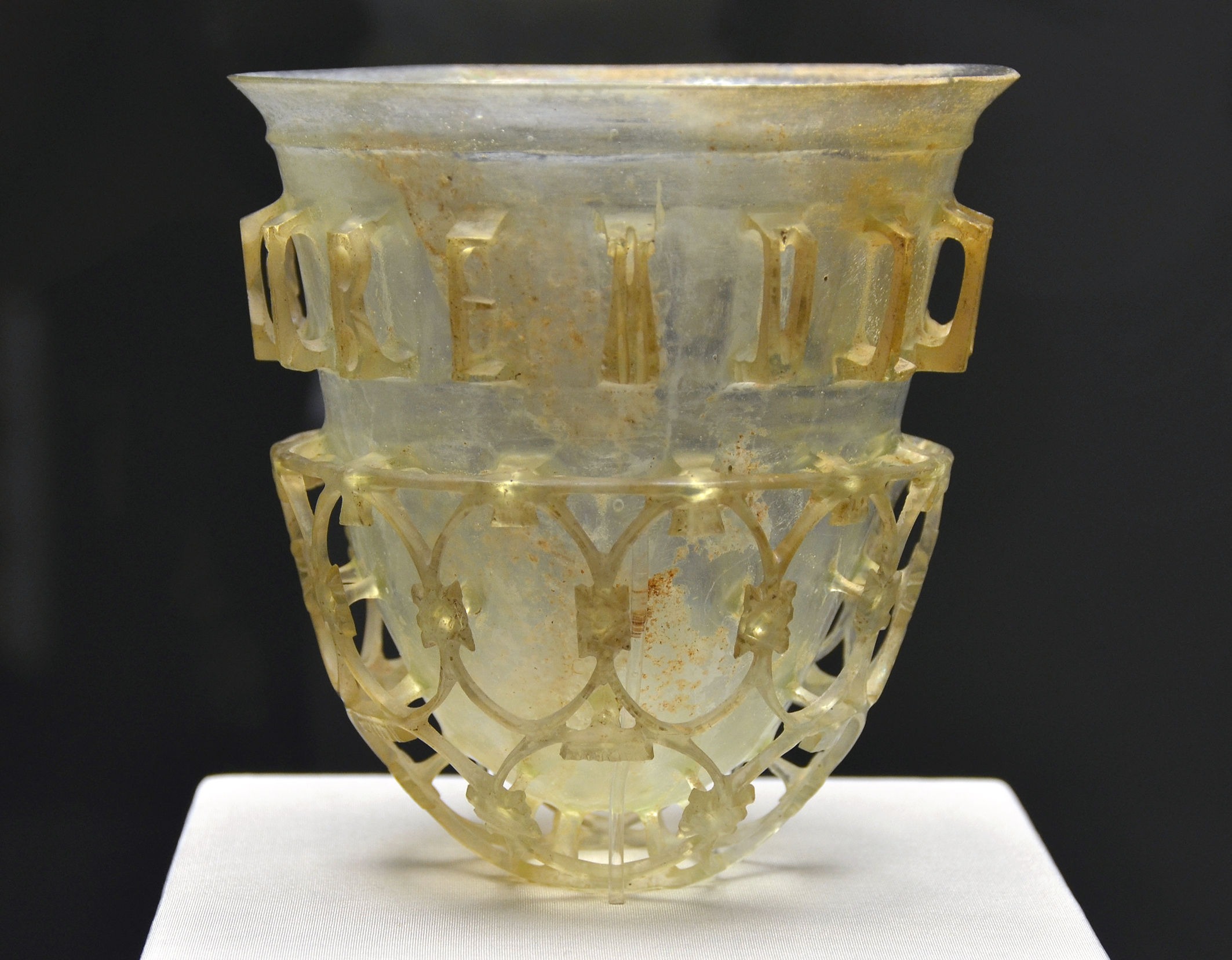

El vidrio fue un material predilecto para los romanos quienes se proveían de él a través del comercio con egipcios y fenicios. Se han encontrado objetos fabricados con vidrio romano en numerosos sitios del Imperio romano tanto en contextos domésticos, como también industriales y funerarios. El vidrio era utilizado principalmente para fabricar recipientes, aunque también se producían mosaicos cerámicos y vidrios para ventanas. Las metodologías de producción de vidrio romanas se desarrollaron a partir de tradiciones técnicas helenas, inicialmente concentrándose en la producción de recipientes de vidrio de colores intensos mediante moldes. Sin embargo, durante el siglo I la industria experimentó un rápido crecimiento que incluyó el desarrollo del soplado de vidrio y la preferencia por los vasos incoloros o tono ‘aqua’.  La producción de vidrio en bruto fue realizada en diversas zonas geográficamente diferentes de donde se llevaba a cabo el trabajado del vidrio para obtener los recipientes terminados, y hacia fines del siglo I la fabricación en gran escala hizo que el vidrio se convirtiera en un material fácilmente disponible en todo el mundo romano, y del cual se disponían de vidrios de gran lujo que deben haber sido sumamente caros.
Ya desde el principio del Imperio lo fabricaron en la metrópoli y fuera de ella (en las Galias y España, al decir de Plinio el Viejo y San Isidoro), dándole las mismas aplicaciones que los egipcios y fenicios y perfeccionando las formas de sus vasijas que resultan más variadas y elegantes. Apenas se descubre sepultura romana que no contenga fiolas o botellitas de vidrio ya incoloro ya verdoso, cubiertas de irisaciones por la acción de la humedad y del aire. Estos frasquitos, siempre de formas estrechas suelen ser denominados lacrimatorios y ungüentarios por los coleccionistas pero servían únicamente para contener aceites o perfumes en los sepulcros, no para depositar en ellos lágrimas. 

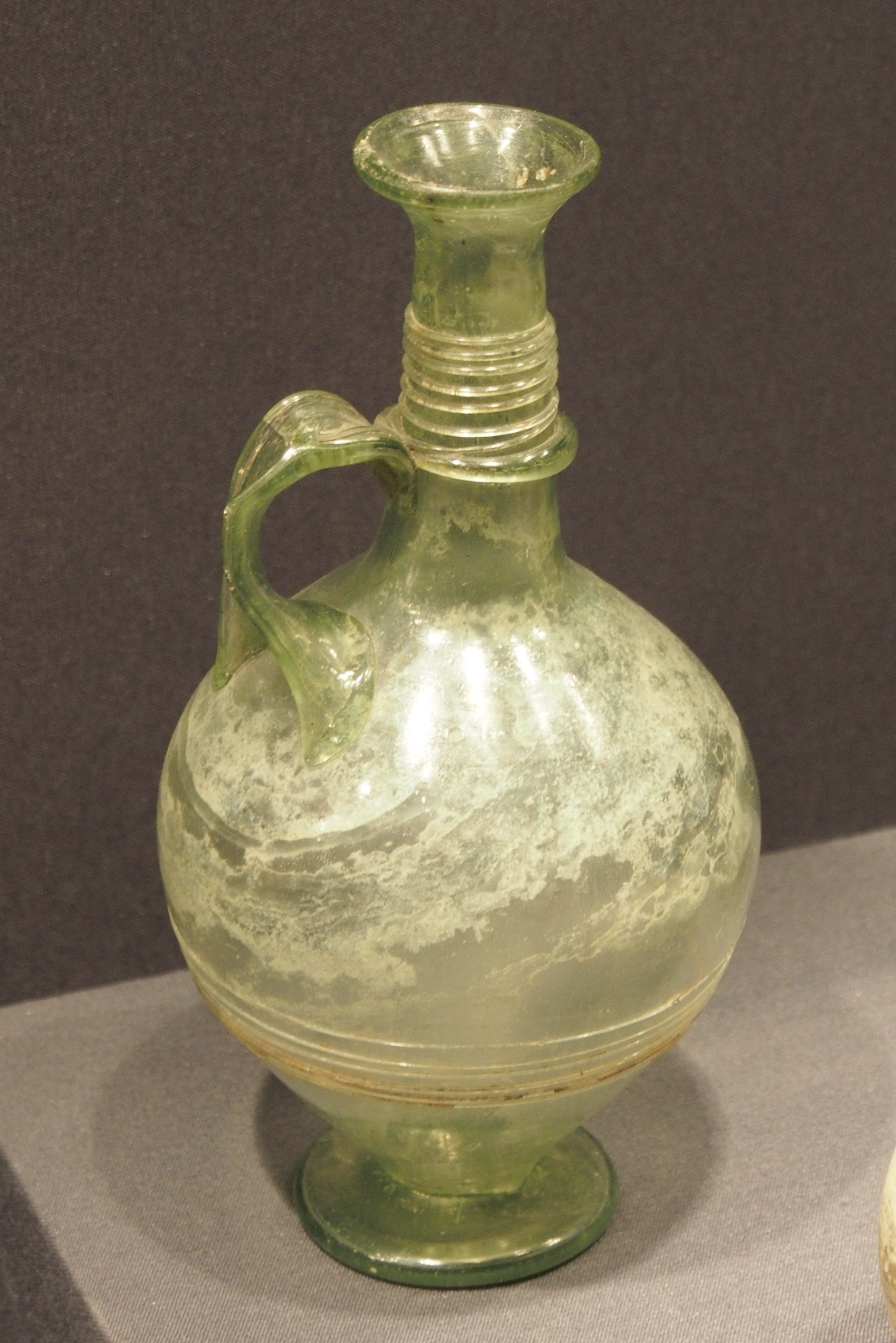
Jarra romana de vidrio (Hispania).

También perfeccionaron los romanos el arte de producir relieves de figuras en los vasos de vidrio por la adición de otra capa de esmalte o vidrio de color distinto junto con el modelado y cincelado o grabado de ella que se había inventado por los egipcios de modo que la superficie exterior de semejantes vasos ofrece todas las apariencias de un camafeo de piedra ónice de grandes dimensiones.

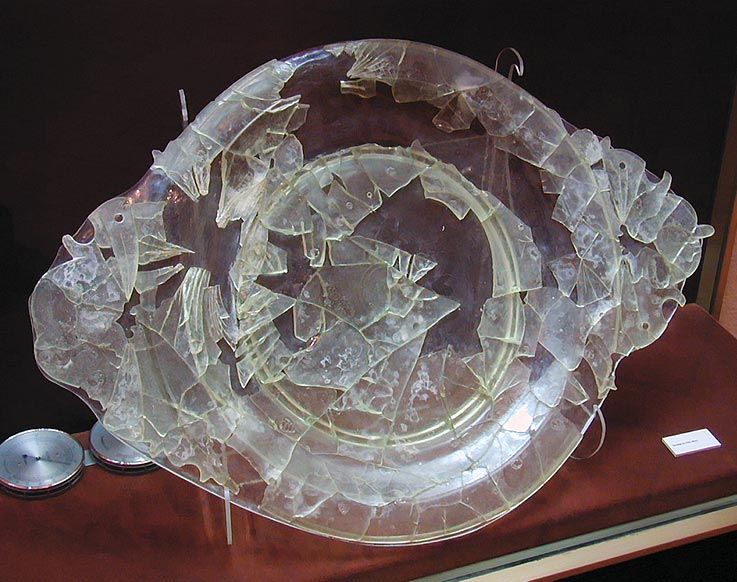
Bandeja de vidrio.

Se les llama hoy vasos murrinos falsos, por imitar a los verdaderos. Las vasijas más preciosas de esta forma que se conservan están en el Museo de Nápoles y en el Británico.
En fin, decoraban los romanos las vasijas preciosas de vidrio con los procedimientos que siglos más tarde reprodujeron los venecianos y se distinguen con los nombres de reticella (vasos reticulados) y millefiori (milflores o vasos floridos) los cuales resultan de la adición de barritas y filigranas de vidrio ya en la superficie para los reticulados, ya incluidas en la masa o en el espesor de las paredes del vaso para los milflores. Produjeron también las fábricas romanas vidrios para ventanas y claraboyas aunque de pequeñas dimensiones e hicieron estatuitas de este material e imitaciones de piedras finas con grabados.